# Hymn Burundi
Burundi bwacu (Kochana Burundi) to hymn państwowy Burundi. Został przyjęty w roku 1962. Słowa napisała grupa pisarzy pod przewodnictwem ówczesnego prezydenta Jean-Baptiste Ntahokaja, a muzykę skomponował Marc Barengayabo.

## Oficjalny tekst hymnu w języku Kirundi
Burundi bwâcu, Burundi buhire,

Shinga icúmu mu mashinga,

Gaba intahe y'úbugabo ku bugingo.

Warápfunywe ntíwapfúye,

Waráhabishijwe ntíwahababuka,

Uhagurukana, uhagurukana, uhagurukana, ubugabo urîkukira.

Komerwamashyí n'ámakúngu,

Habwa impundu nâbâwe,

Isamírane mu mashinga, isamírane mu mashinga,

Burundi bwâcu, rági ry'ábasôkúru,

Ramutswa intahe n'íbihúgu,

Ufatanije ishyaka n'ubú hizi;

Vuza impundu wiganzuye uwakúganza uwakúganza.

Burundi bwâcu, nkóramútima kurí twese,

Tugutuye amabóko, umítima n'úbuzima,

Imâna yakúduhaye ikudútungire.

Horana umwami n'ábagabo n'ítekane.

Sagwa n'úrweze, sagwa n'ámahóro mezá.

## Oficjalny tekst w języku francuskim
Cher Burundi, ô doux pays,

Prends place dans le concert des nations.

En tout bien, tout honneur, accédé à l'indépendance.

Mutilé et meutri, tu es demeuré maître de toi-même.

L'heure venue, t'es levé

Et fièrement tu t'es hissé au rang des peuples libres.

Reçois donc le compliment des nations,

Agrée l'hommage de tes enfants.

Qu'à travers l'univers retentisse ton nom.

Cher Burundi, héritage sacré de nos aïeux,

Reconnu digne de te gouverner

Au courage tu allies le sentiment de l'honneur.

Chante la gloire de ta liberté reconquise.

Cher Burundi, digne objet de notre plus tendre armour,

A ton noble service nous vouons nos bras, nos cœurs et nos vies.

Veuille Dieu, qui nous a fait don de toi, te conserver à notre vénération.

Sous l'egide de l'Unité,

Dans la paix, la joie et la prospérité.